# Barrington, Somerset
Barrington är en ort och civil parish i Storbritannien.   Den ligger i grevskapet Somerset och riksdelen England, i den södra delen av landet, 200 km väster om huvudstaden London. Barrington ligger 29 meter över havet och antalet invånare är 438.
Terrängen runt Barrington är platt, och sluttar norrut. Runt Barrington är det ganska tätbefolkat, med 160 invånare per kvadratkilometer. Närmaste större samhälle är Taunton, 17,3 km väster om Barrington. Trakten runt Barrington består till största delen av jordbruksmark.

## Barrington Court
Barringtons främsta turistattraktion är Barrington Court, en herrgård som är från 1514. Fastigheten ägs nu av National Trust.
|                                 |
| Södra sidan av Barrington Court |

|                                                  |
| Barrington Court västra vinge - tidigare stallen |

|                                                    |
| Mångfasetterad solur i Barrington Court trädgårdar |